# 1510

## Esdeveniments
- Celebració de les Corts dels regnes d'Aragó, a Montsó.
- Rafael pinta L'escola d'Atenes, al Palau Apostòlic del Vaticà.
- 24 d'abril, Alger: S'imposa el protectorat de la Corona de Castella sobre l'Emirat de Tlemcen[1]

## Naixements
- Nàpols: Benet de Tocco, 69è President de la Generalitat de Catalunya.
- Paris: Louis Bourgeois, compositor.

## Necrològiques
- 31 de desembre, Innsbruck, Sacre Imperi Romanogermànic: Blanca Maria Sforza, emperadriu consort del Sacre Imperi Romanogermànic (n. 1472).[2]

- Fath Allah Imad al-Mulk, sultà de Berar
- Sandro Botticelli, pintor